# Lunca de Sus
Lunca de Sus là một xã thuộc hạt Harghita, România. Dân số thời điểm năm 2002 là 3424 người.